# Nasturtiopsis
Nasturtiopsis là chi thực vật có hoa trong họ Cải.